# 伦纳德·蒙克·伊希特
倫納德·蒙克·伊希特爵士 KBE（1891年7月27日—1976年1月21日）是一名紐西蘭軍事航空家和皇家空軍高級指揮官。1943年至1946年，他成為首位擔任紐西蘭皇家空軍參謀長的紐西蘭人。在第二次世界大戰結束時，伊希特代表紐西蘭自治領簽署日本投降書《降伏文書》。戰後他從空軍退休，並擔任塔斯曼帝國航空董事長。

## 早期生活
伊希特於1891年7月27日在紐西蘭基督城出生，是衛理公會牧師、國會議員和禁酒主義者倫納德·蒙克·伊希特和艾格尼絲·瑪莎·卡弗希爾（Agnes Martha Caverhill）的兒子。小倫納德在英格蘭柴郡莫斯廷府和基督城男子中學接受教育。他有一個弟弟威拉德·惠特莫爾·伊希特（Willard Whitmore Isitt，1894年－1916年），在第一次世界大戰中是紐西蘭步槍旅的一名步槍手，1916年10月31日在法國陣亡。

## 第一次世界大戰和空軍服役
第一次世界大戰爆發後，伊希特於1915年4月應徵加入紐西蘭陸軍，被分配至紐西蘭步槍旅。在埃及服役後，他轉戰西線。在紐西蘭部隊參加弗萊爾-庫爾塞萊特戰役期間，他的頭部受了傷，之後被送往英國療養，並於1917年3月從紐西蘭部隊退役。
1917年5月10日，他被授予皇家飛行隊少尉的試用期，一個月後得到確認 。他被分配到一個偵察中隊擔任飛行員，大部分職責涉及砲兵合作。在此期間他擊落了一架敵機，之後被調回英國擔任飛行教官。在自願參加前線服務後，他在1917年10月被分配到98中隊，駕駛DH.9執行轟炸任務。他駐紮在阿普斯孔機場，在10月9日執行了他的第一次任務，10架飛機襲擊芒斯火車站。在這次空襲中，他們受到15架福克和普法爾茨的攻擊。隨後在10月14日和23日又進行了兩次大型空襲。後來的一次空襲是對希爾森火車站的襲擊，該中隊的兩架飛機被擊落。除了這些轟炸飛行外，他還在進行空中偵察。
1918年，他被調至皇家空軍。

## 戰間期
第一次世界大戰結束時，紐西蘭沒有任何形式的軍事航空組織。應紐西蘭政府的要求，英國英國空軍部 (1918年)派A·V·貝廷頓上校（後來的集團軍上尉）來到紐西蘭，建立航空服務並提供建議。貝廷頓帶來四架飛機，他們駐紮在索克本機場（後來成為皇家空軍威格拉姆站）。伊希特正是回到了這種萌芽狀態。1919年，時任上尉的伊希特被派回紐西蘭，在那裡他被派往索克本機場照顧這四架飛機並擔任指揮官。此外，伊希特也代表政府擔任坎特伯雷航空公司的聯絡官。
在兩次大戰之間，伊希特的職責之一是飛行員的飛行培訓，他曾在空軍部、紐西蘭永久空軍（NZPAF）和皇家空軍中任職。1937年，紐西蘭皇家空軍從紐西蘭陸軍中獨立出來，當時伊希特被提升為空軍中校，並被任命為人事部的航空委員。在二戰前的建設中，這是一個關鍵的職位，伊希特很快又被提升為空軍上校。

## 第二次世界大戰
伊希特在第二次世界大戰開始時繼續擔任人事部的航空委員。1940年3月，伊希特前往加拿大，因為他被任命為紐西蘭在帝國航空培訓計畫董事會的代表，這是一個大規模的航空培訓計劃。1942年5月，伊希特被派往倫敦建立皇家空軍的海外總部，同時被提升為空軍准將。在完成了他的任務後，不到一年時間，伊希特又回到紐西蘭。1943年3月，伊希特成為紐西蘭副空軍參謀長，在當時的空軍參謀長維克多·戈達德空軍准將手下工作，他是一名借調的英國軍官。大約四個月後的1943年7月19日，伊希特被任命為紐西蘭皇家空軍的空軍參謀長，級別為空軍副元帥。他是第一個擔任該部隊高級職務的紐西蘭人，也是第一個擔任空軍元帥軍銜的人。除了確保他的空軍在南太平洋地區發揮重要作用外，在第二次世界大戰期間，伊希特還代表紐西蘭出席在倫敦、華盛頓和渥太華舉行的會議。
他是1945年9月2日在密蘇里號上簽署日本投降書《降伏文書》的紐西蘭代表，標誌著日本軍隊正式投降，從而結束第二次世界大戰。

## 戰後
伊希特於1946年作為空軍參謀長退休，並於1947年成為塔斯曼帝國航空董事長，直至1963年由安德魯·麥基爵士接任。
在作為NAC和塔斯曼帝國航空董事長退休後，他擔任紐西蘭標準-凱旋馬達裝配有限公司和紐西蘭萊蘭汽車公司的主席，直至1966年最後退休。
他與羅納德·班納曼和基思·考德威爾一起，在1960年建立紐西蘭1914年－1918年飛行員協會時發揮了重要作用。
他於1976年1月21日在下哈特逝世，享年84歲。

## 個人生活
伊希特於1920年4月26日在威靈頓與艾爾西·格拉迪·卡弗希爾（Elsie Gladys Caverhill1，1896年－1970年）結婚。他們有兩個女兒。

## 榮譽
1935年，伊希特被授予喬治五世國王銀禧勳章。他在1940年的國王生日榮譽日被授予大英帝國司令勳章，並於1946年的元旦授勳被授予大英帝國騎士司令勳章。他的獎章被保存於紐西蘭空軍博物館。

## 延伸閱讀
- Classen, Adam. . Auckland, New Zealand: Massey University Press. 2017. ISBN 9780994140784.

## 外部連結
- Biography in 1966 Encyclopaedia of NZ （页面存档备份，存于）
- Ross, Squadron Leader John Macaulay Sutherland Royal New Zealand Air Force New Zealand Electronic Text Centre （页面存档备份，存于） accessed 14 June 2008
- Sustained effort : the life of Sir Leonard Isitt （页面存档备份，存于） Doctoral Thesis, Devon Sutcliffe, 2011

| 军职                   | 军职                                  | 军职                           |
| ---------------------- | ------------------------------------- | ------------------------------ |
| 新頭銜 空軍設立        | 人事部航空委員 1937年－1940年         | 繼任者： 愛德華·喬治·奧爾森    |
| 新頭銜 總部設立        | 英國皇家空軍海外總部空軍司令官 1942年 | 繼任者： 亞瑟·德·特羅特·內維爾 |
| 前任者： 維克多·戈達德 | 空軍參謀長 1943年－1946年             | 繼任者： 亞瑟·德·特羅特·內維爾 |
| 商界職務               |                                       |                                |
| 前任者： 未知          | 塔斯曼帝國航空董事長 1947年－1963年   | 繼任者： 安德魯·麥基           |